# Nariando
Nariando (en latín, Nariandos) fue una antigua ciudad de Caria. 
Se cita a los nariandeos en una lista fragmentaria de presbeis o embajadores en ciudades de Caria del siglo IV a. C., donde se menciona junto al presbeis de Coranza. En otra inscripción de Estratonicea, quizá del periodo helenístico, aparece atestiguado el culto a Deméter Nariandis. La ciudad de Nariando es mencionada también por Plinio el Viejo, que la cita entre Palemindo (la antigua Mindos) y Neápolis.
Se desconoce su localización exacta.